# 소노그라퍼
소노그라퍼(Sonographer) 또는 초음파 검사자는 진단용 초음파 이미지나 비디오, 또는 해부학적 3차원 형태, 진단용 자료를 생성하기 위해 초음파 이미지 장치를 운영하는 전문가이다.
소노그라피(초음파영상진단기술)는 이미지 내의 정보를 보거나, 분석 또는 수정하기 위한 특별한 교육 또는 기술을 필요로 한다. 의사 결정 및 진단 결과에 대한 책임이 막중하기 때문에, 소노그라퍼는 진단 과정에서의 높은 책임이 부여되고, 일반적으로 소노그라피 분야의 자격이 필요로하다. 소노그라퍼는 초음파 물리학, 단면 해부학, 생리학, 병리학에 대한 높은 수준의 이해력과 의사소통 능력이 필요로하며, 전문적인 수준의 정신 운동학적 능력 또한 요구된다. 미국에서는 CAAHEP/JRC-DMS에 의해 인증된 소노그라피 교육 과정이 널리 사용되고 있다.
전문분야는 심장진단, 산과, 혈관 및 일반 소노그라퍼로 분류된다.

## 같이 보기
- 의료 초음파
- 의학촬영